# Aciculata
Sous-classe
Les Aciculata sont une sous-classe de vers annélides polychètes.
Ce taxon n'est désormais plus valide, et remplacé par celui des Errantia. 

## Liste des ordres et familles
Selon ITIS :
- ordre indéterminé
  - famille Aberrantidae Wolf, 1987
  - famille Nerillidae Levinsen, 1883
  - famille Spintheridae Johnston, 1865
- ordre Eunicida
  - famille Amphinomidae Savigny in Lamarck, 1818
  - famille Diurodrilidae Kristensen et Niilonen, 1982
  - famille Dorvilleidae Chamberlin, 1919
  - famille Eunicidae Berthold, 1827
  - famille Euphrosinidae Williams, 1851
  - famille Hartmaniellidae Imajima, 1977
  - famille Histriobdellidae Vaillant, 1890
  - famille Lumbrineridae Schmarda, 1861
  - famille Oenonidae Kinberg, 1865
  - famille Onuphidae Kinberg, 1865
- ordre Phyllodocida
  - famille Acoetidae Kinberg, 1856
  - famille Alciopidae Ehlers, 1864
  - famille Aphroditidae Malmgren, 1867
  - famille Chrysopetalidae Ehlers, 1864
  - famille Eulepethidae Chamberlin, 1919
  - famille Glyceridae Grube, 1850
  - famille Goniadidae Kinberg, 1866
  - famille Hesionidae Grube, 1850
  - famille Ichthyotomidae Eisig, 1906
  - famille Iospilidae Bergstroem, 1914
  - famille Lacydoniidae Bergstroem, 1914
  - famille Lopadorhynchidae Claparede, 1868
  - famille Myzostomidae Benham, 1896
  - famille Nautiliniellidae Miura et Laubier, 1990
  - famille Nephtyidae Grube, 1850
  - famille Nereididae Johnston, 1865
  - famille Paralacydoniidae Pettibone, 1963
  - famille Pholoidae Kinberg, 1858
  - famille Phyllodocidae Oersted, 1843
  - famille Pilargidae Saint-Joseph, 1899
  - famille Pisionidae Southern, 1914
  - famille Polynoidae Malmgren, 1867
  - famille Pontodoridae Bergstroem, 1914
  - famille Sigalionidae Malmgren, 1867
  - famille Sphaerodoridae Malmgren, 1867
  - famille Syllidae Grube, 1850
  - famille Tomopteridae Johnston, 1865
  - famille Typhloscolecidae Uljanin, 1878

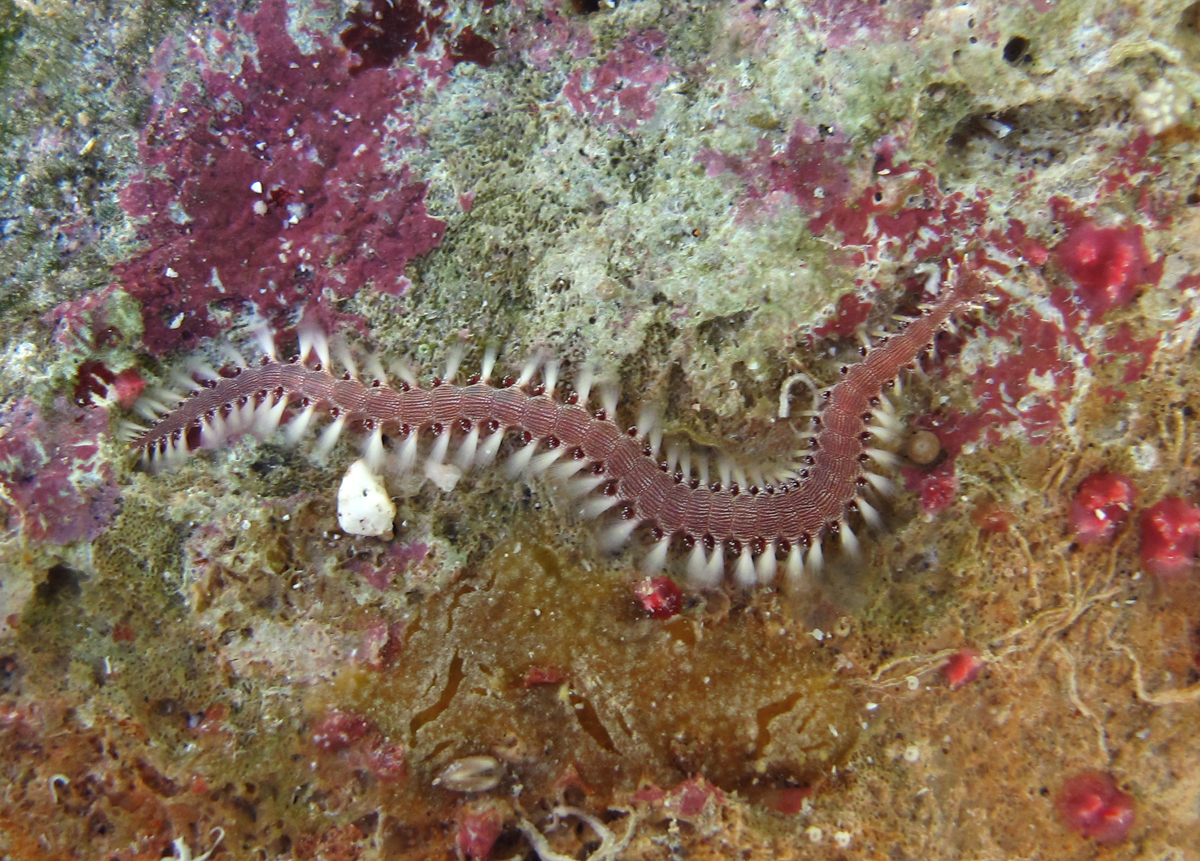
Pherecardia striata, un Amphinomidae
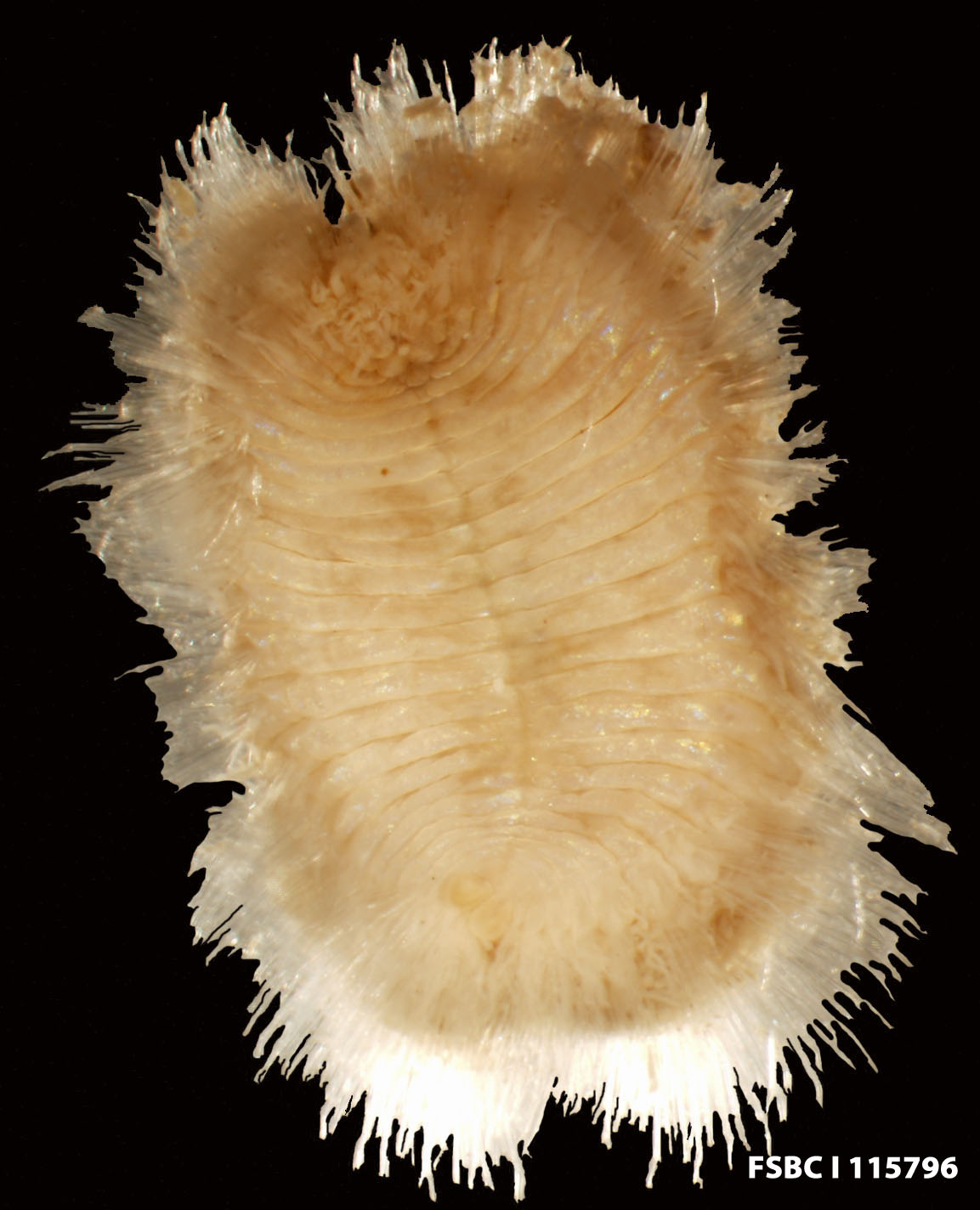
Euphrosine triloba, un Euphrosinidae
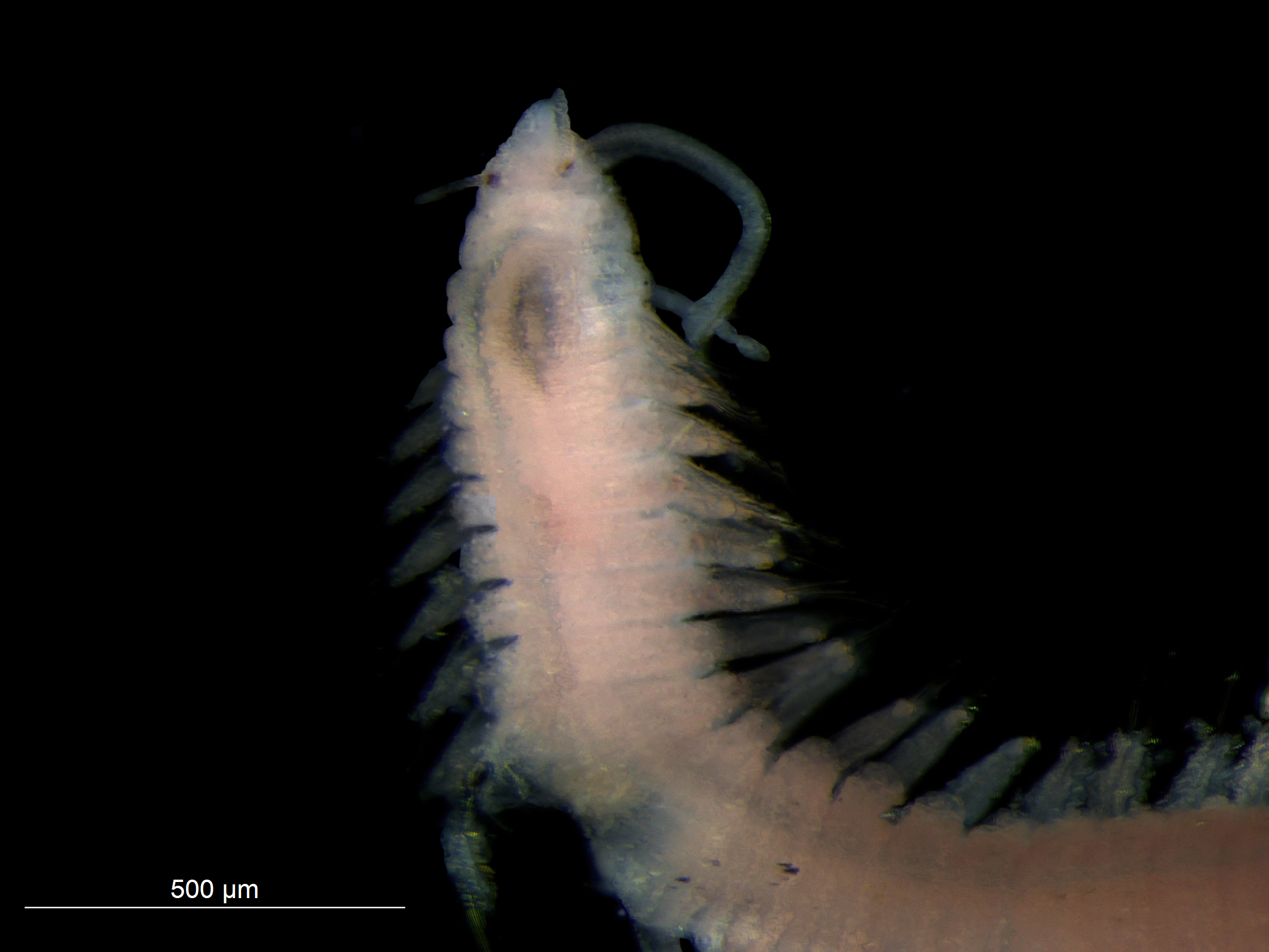
Protodorvillea kefersteini (Dorvilleidae)
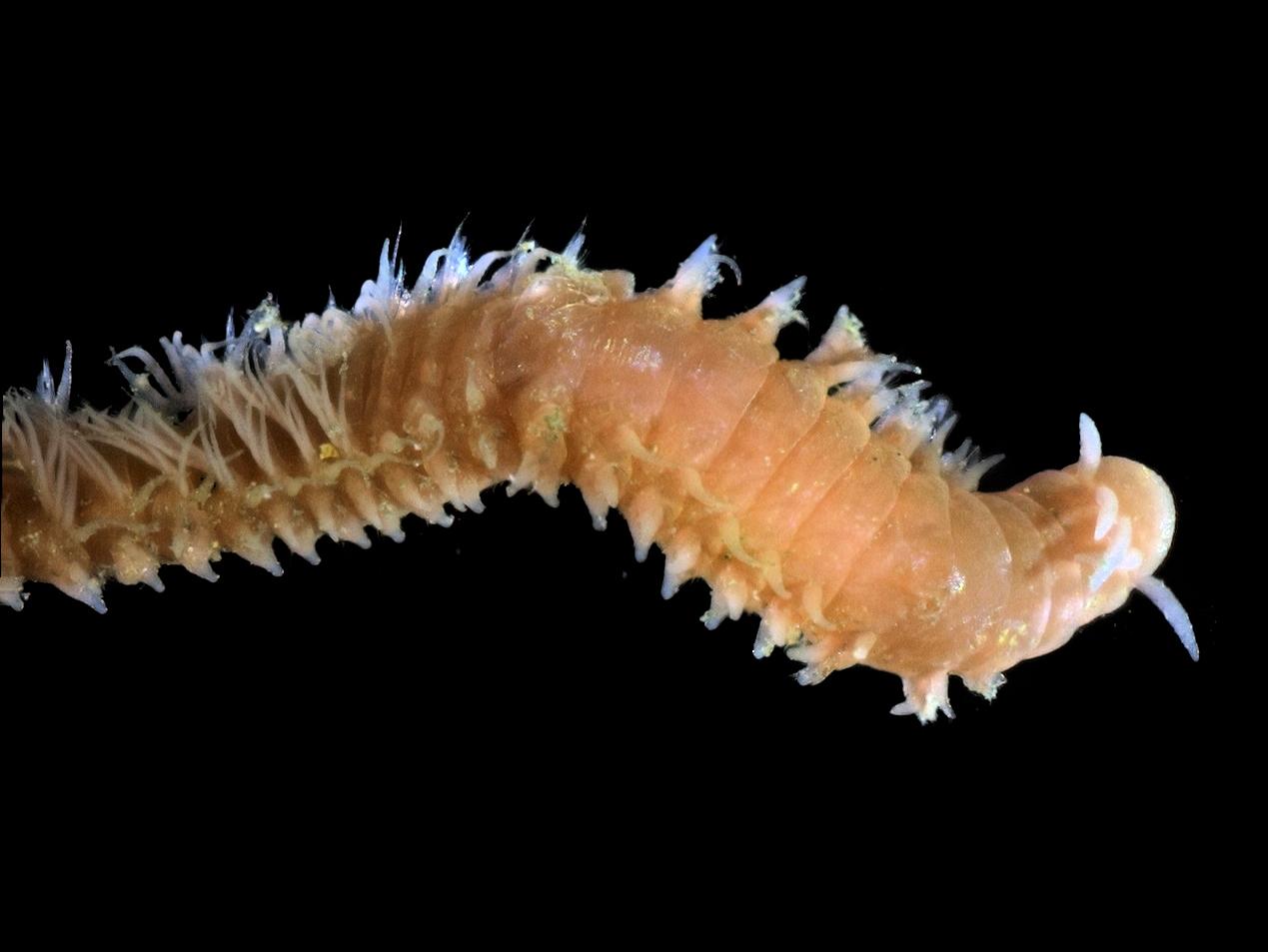
Marphysa sanguinea (Eunicidae)
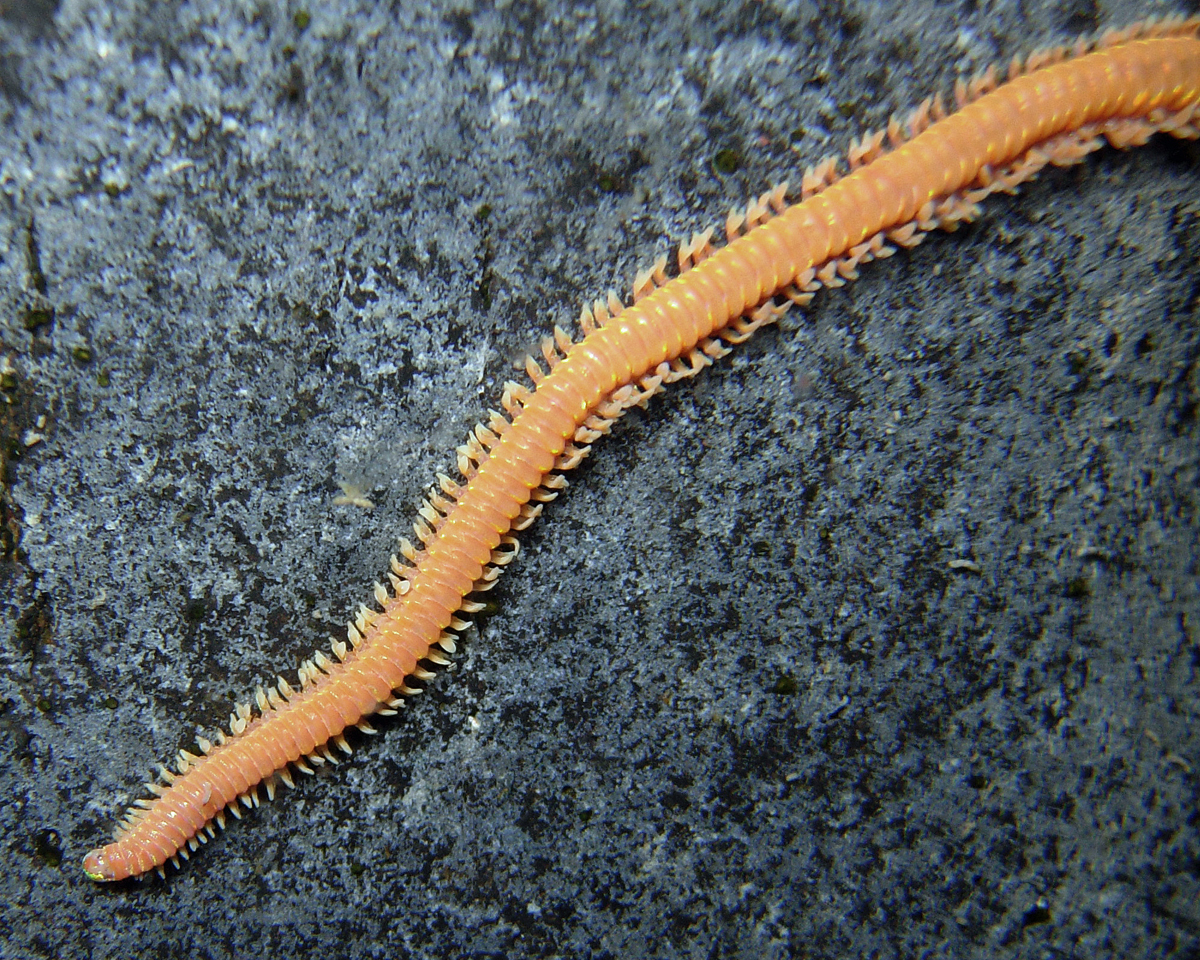
Oenone fulgida (Oenonidae)
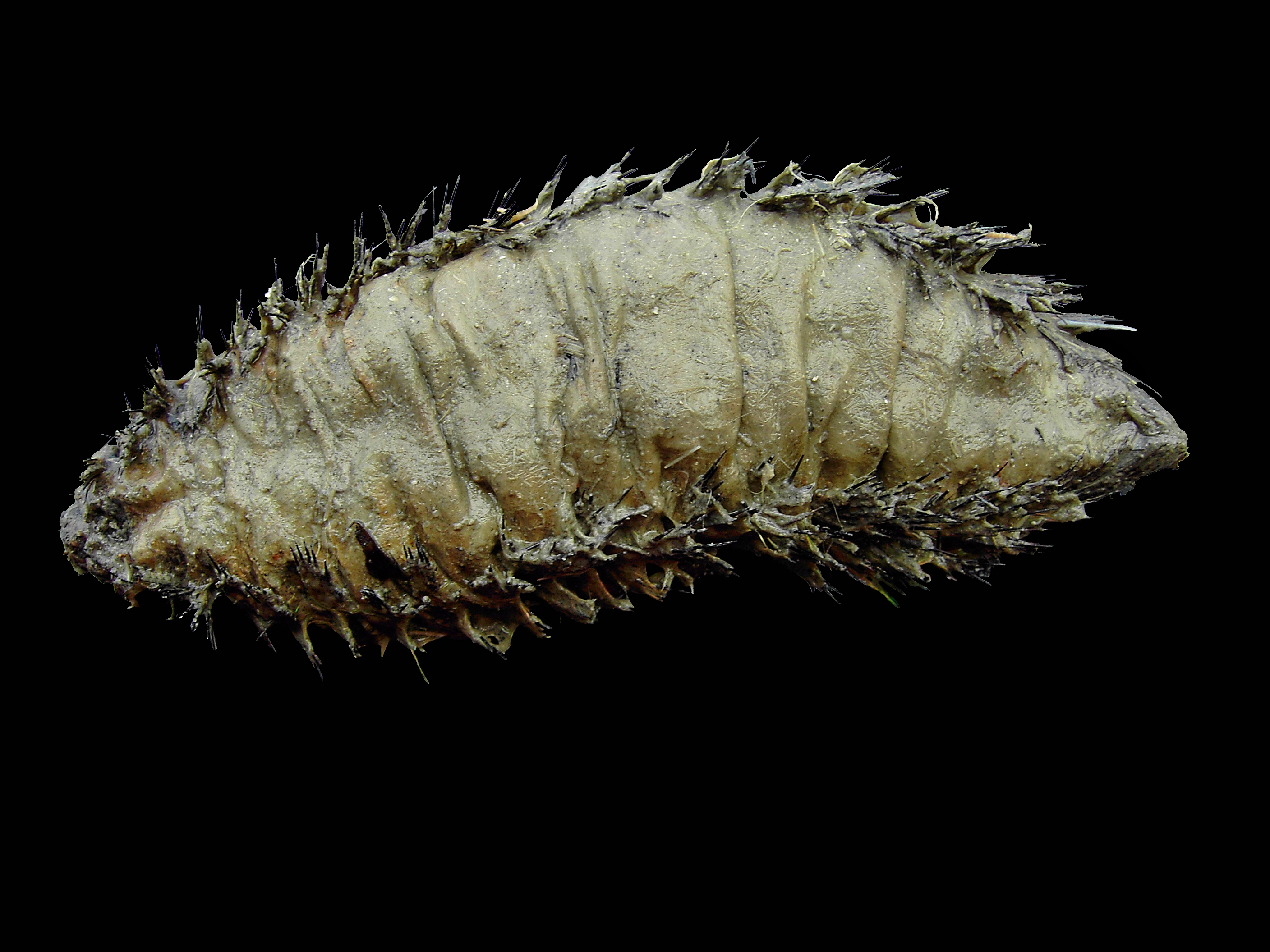
Aphrodita aculeata, un Aphroditidae
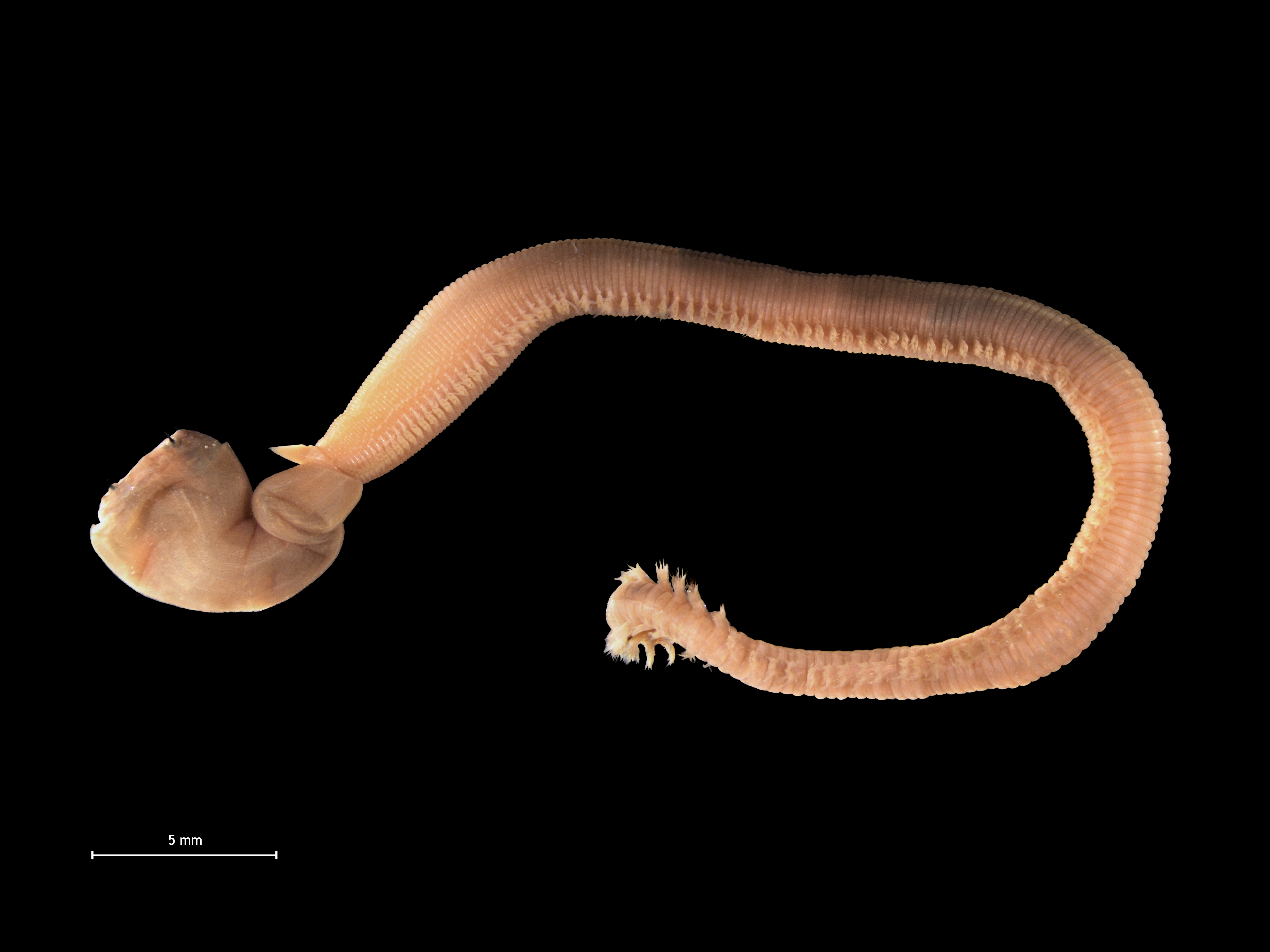
Glycera alba, un Glyceridae
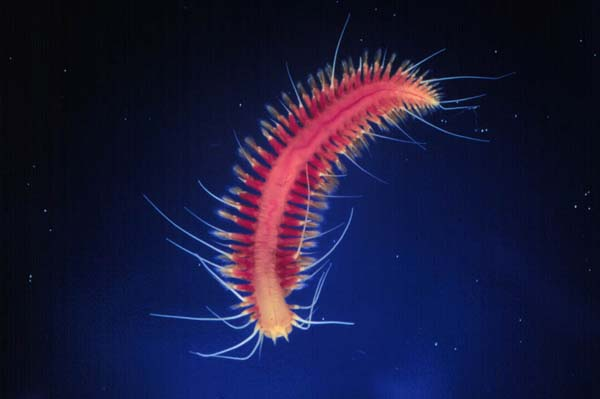
Hesiocaeca methanicola, un Hesionidae
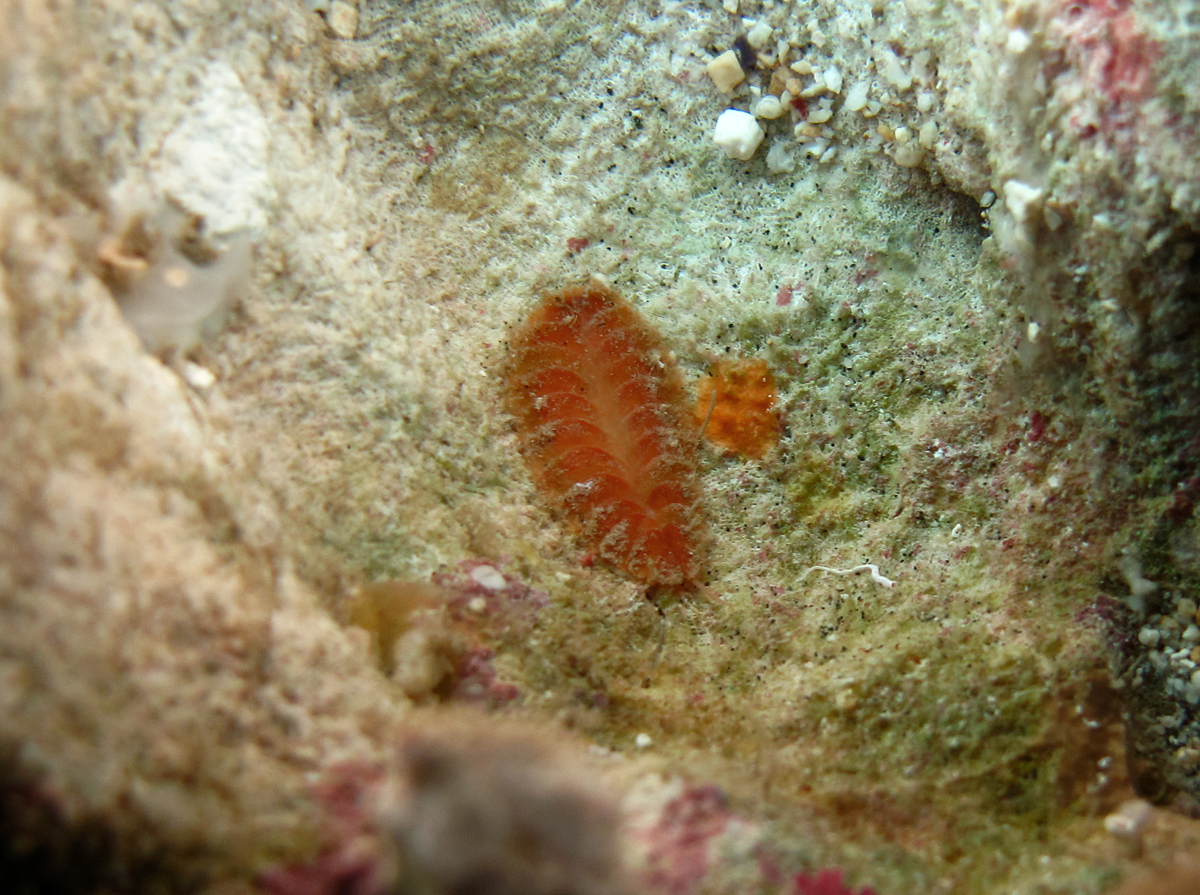
un Iphionidae
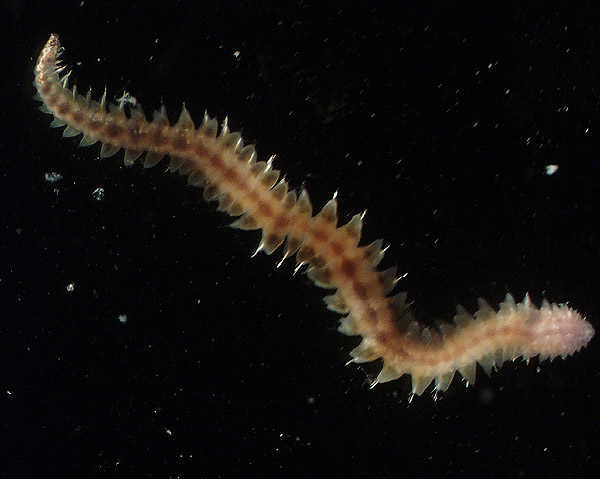
Vesicomyicola trifurcatus, un Nautiliniellidae
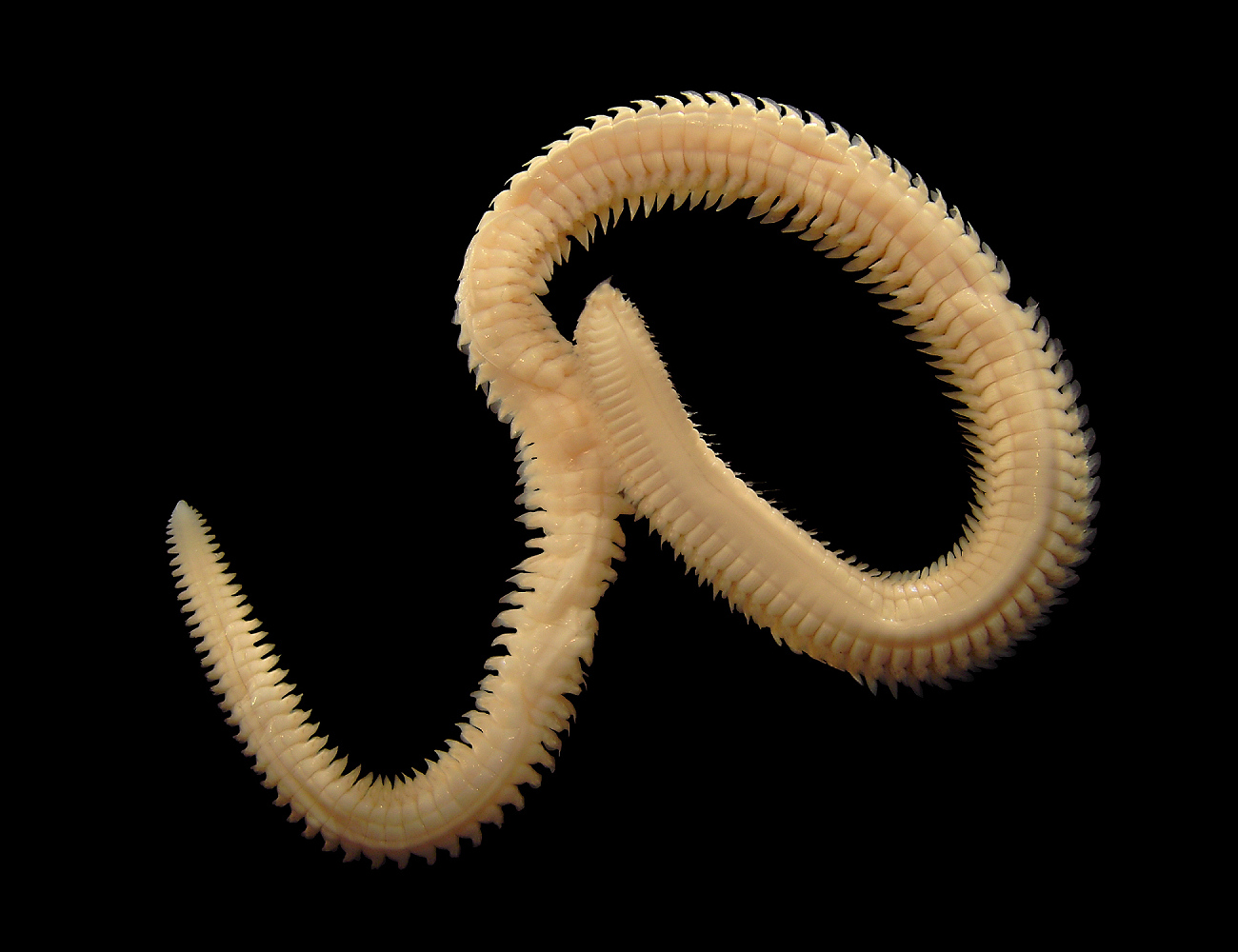
Nephtys hombergii, un Nephtyidae
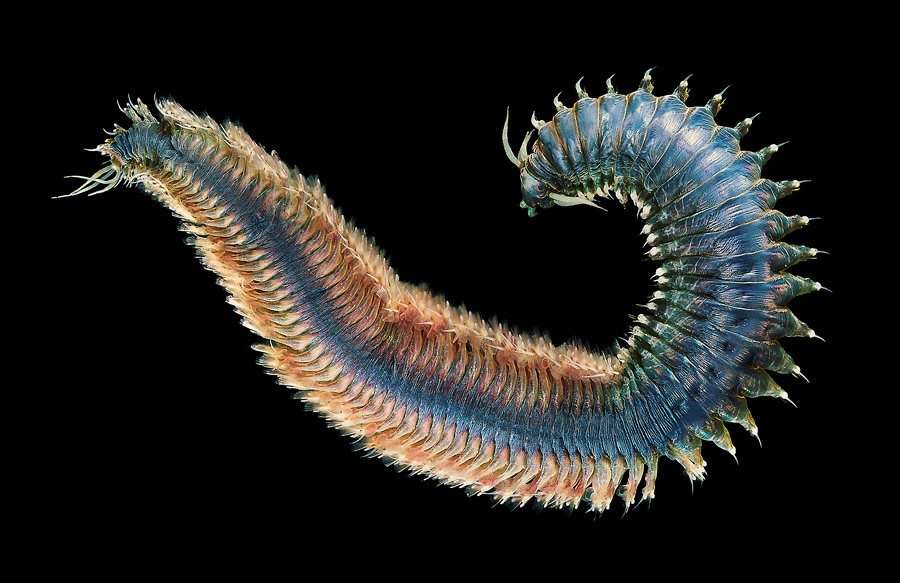
Nereis pelagica, un Nereididae
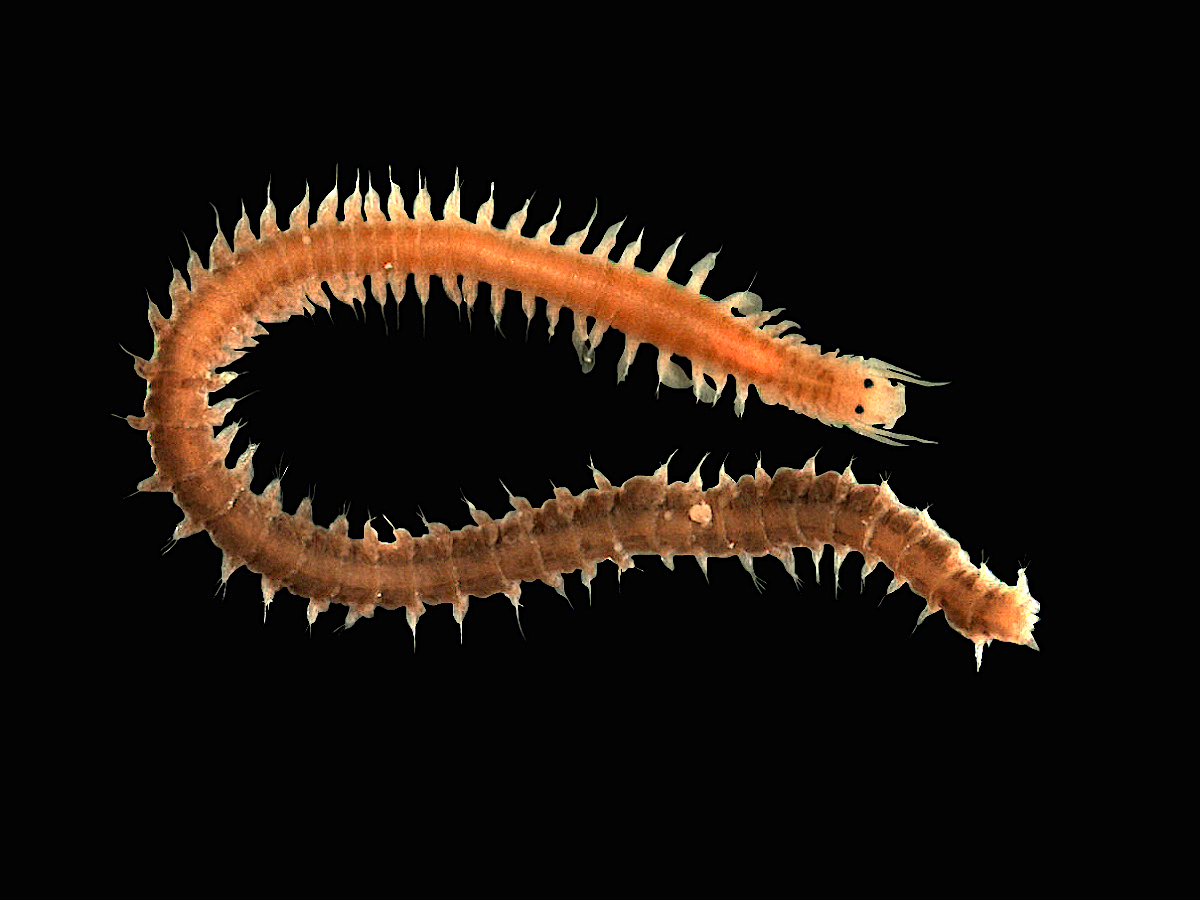
Phyllodoce rosea, un Phyllodocidae
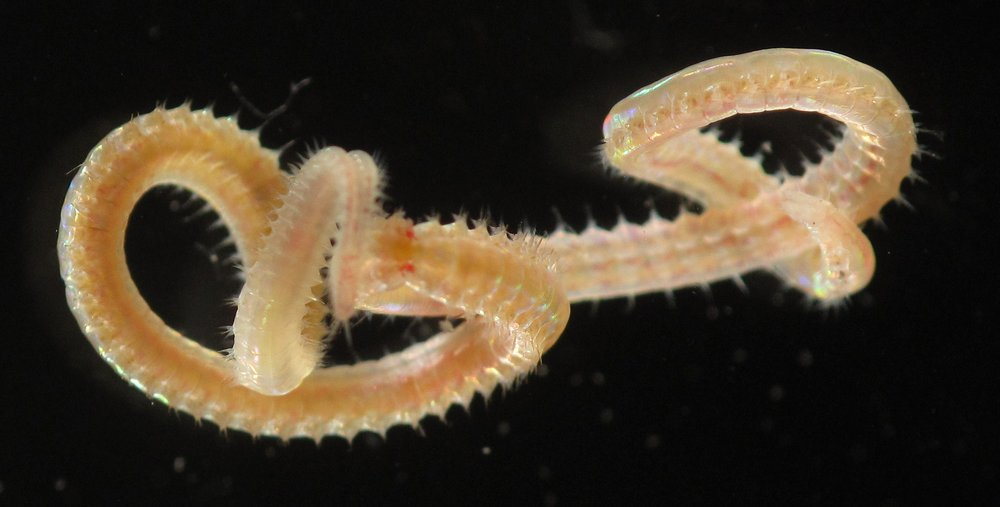
Synelmis sp., un Pilargidae
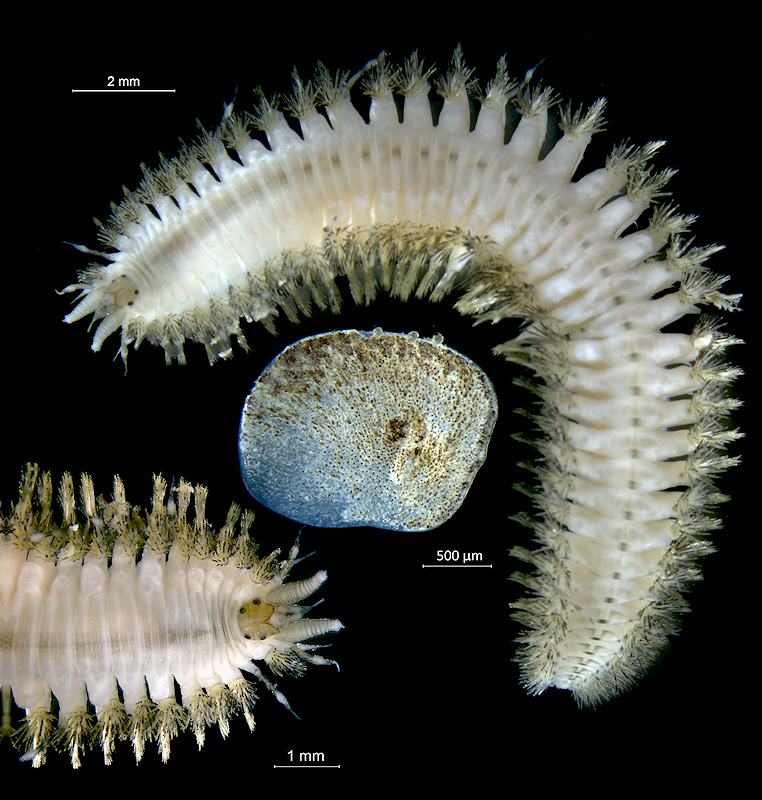
Lepidonotus squamatus, un Polynoidae
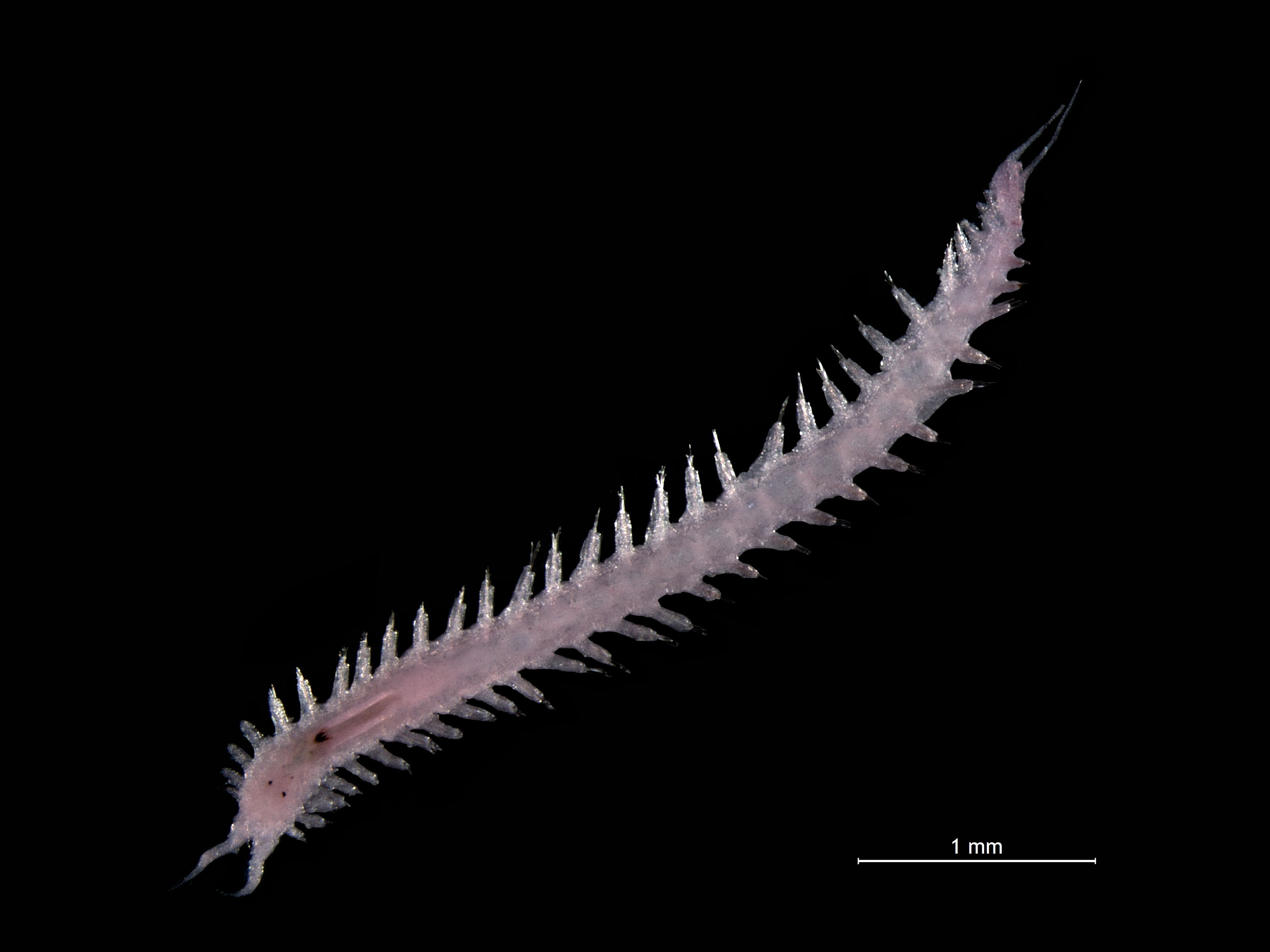
Pisione remota, un Sigalionidae
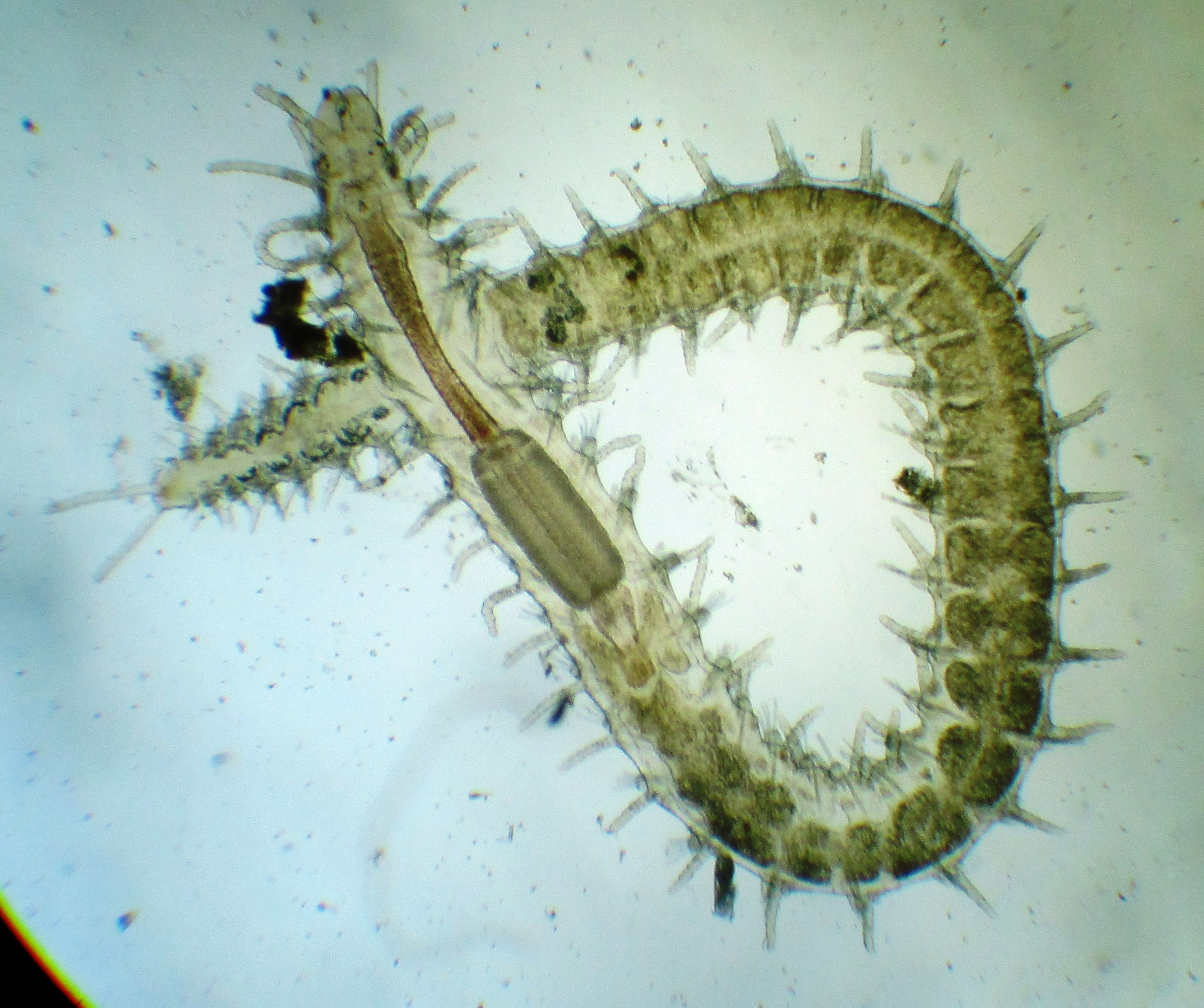
Syllis gracilis, un Syllidae
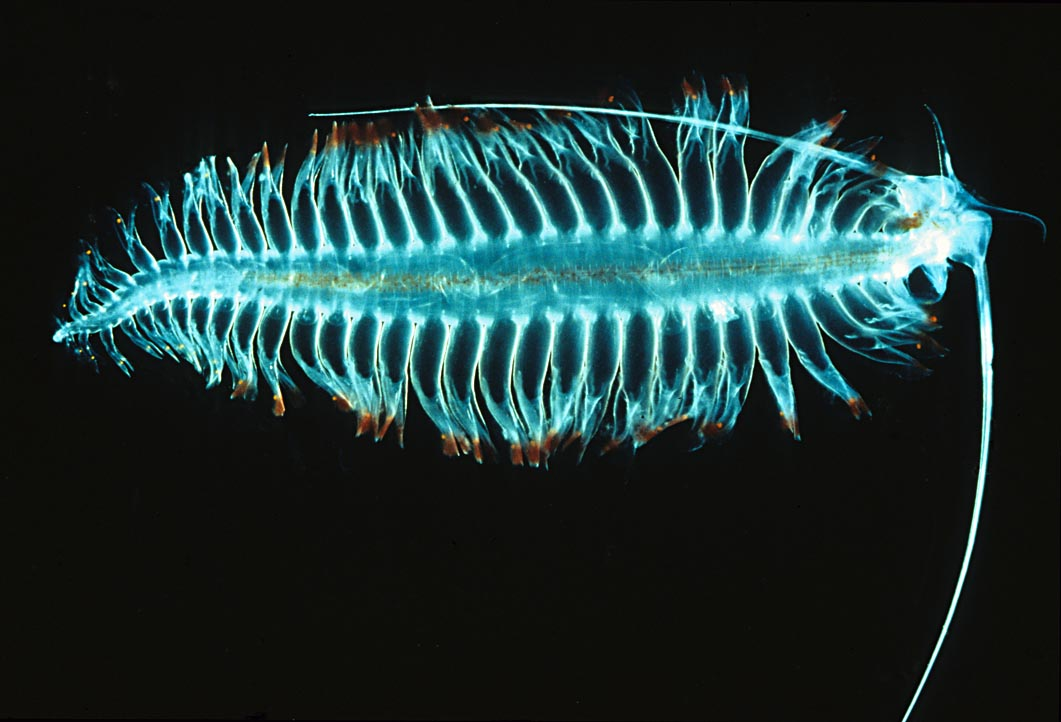
Tomopteris sp., un Tomopteridae